# 君の味方
君の味方（きみのみかた）はThe Water Of Lifeが製作した楽曲。2004年12月1日にkanaderu.jpでHAPPY DRUG STOREバージョンをフルコーラス無料配信し、同サイトで高順位を獲得した。
元々は清水和彦のソロ楽曲であり、ソロライブとHDSではアレンジや歌詞が異なる。現在、清水バージョンは彼のライブアルバム｢The WATER of Life in TAKASAKI ACOUSTIC HISTORY｣でのみ聴く事が出来る。
一方、HAPPY DRUG STOREのバージョンは元々kanaderuで未発表曲として配信されていたが後にアルバムの初回限定盤のボーナストラックとして収録されることになる。なお、HDSバージョンは清水と小林のデモ録音がそのままミックスダウンして使われている。
現在のところ、最後の清水+小林コンビ歌唱楽曲。

## LIVE FOR 君の味方
清水の一周忌に当たる2005年1月29日にはこの日を悲しいだけの日にしたくないということから清水を愛した全国の多くのファンが『何か一周忌に出来ないか？』と提案し、彼の夢でもあった滋賀の湖北の地での音楽祭が彼の仲間たちによって実現し『清水和彦　一周忌追悼LIVE　LIVE FOR 君の味方　2005　IN　長浜』と、君の味方がテーマソングとして用いられた追悼ライブが開催された。
このイベントではフィナーレの際に君の味方を出演者全員で歌うことが恒例と化している。
事前に募集していたアマチュアミュージシャンや生前からの仲間であるYOSHI＋KEN、Family、じれんま等がそれぞれ自身の視点での『君の味方』を演奏した。この日だけで実に6つものカヴァーバージョンが誕生した。
また、このライブの直前にこの曲をカヴァーする参考にというためだけに男声キー、女声キーのカラオケがkanaderuにて限定配信された。同曲がHDSのアルバムへの収録が決定すると共にオリジナルバージョンは配信ストップになるも、カラオケバージョンは好評だったのか、再び配信され、2006年6月現在でも無料でダウンロードが可能である。
2006年は同様のイベントが1月28日に清水和彦三回忌記念として開催され、好評となり、同イベント史上初の同年で2度の開催をしている。
2度目は10月7日に「Live for 君の味方～北びわこ音楽祭2006」と題し、これまでの「清水和彦追悼」のライブではなく、純粋な「音楽祭」を目的に開催された。清水の夢に描いていた音楽祭は彼の追悼という形ではなく、本来の意図である「音楽祭」としてようやく実現したことになる。
これは滋賀県で2006年まで20年にわたり開催されている「アートイン長浜」という清水が生前に音楽ステージの部門でほぼ毎回出演していた芸術祭イベントから音楽部門がなくなることを受けての開催である。会場では遺族の手によりまとめられた清水和彦の新作が当日に限り発売されていた。
このライブは今後滋賀のアマチュアミュージシャンを中心に定番イベントとなりつつある。